# 印第安納 (聖保羅州)
22°10′28″S 50°15′06″W / 22.17444°S 50.25167°W

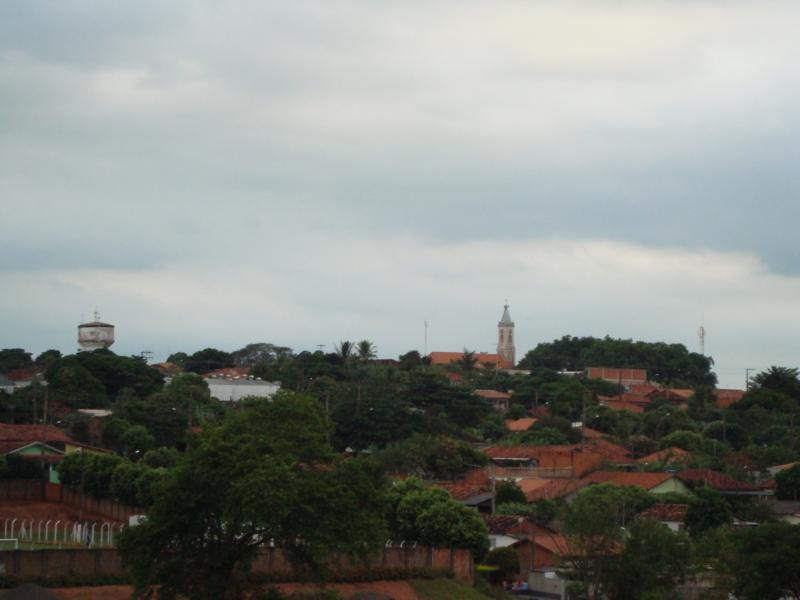
印第安納

印第安納（葡萄牙語：Indiana）是巴西的城鎮，位於該國南部，由聖保羅州負責管轄，面積128平方公里，海拔高度479米，2010年人口4,828，該鎮人口密度每平方公里37.84人。